# 菊地養之輔
菊地 養之輔（きくち ようのすけ、1889年9月5日 - 1983年1月5日）は大正、昭和期の日本の政治家、弁護士。日本社会党衆議院議員、日本弁護士連合会（日弁連）副会長、日中友好協会宮城県連合会長。仙台市名誉市民、岩沼市名誉市民。

## 来歴・人物
1889年（明治22年）9月5日宮城県名取郡玉浦村（現在の岩沼市）に生まれる。日本地婦連会長の大友よふは従妹。妻は世界医師会会長の武見太郎と従妹。本籍地は仙台市東七番丁。1914年（大正3年）中央大学法科を卒業する。1921年（大正10年）弁護士試験に合格。翌1922年（大正11年）仙台市で弁護士事務所を開業する。息子の菊地一民も仙台弁護士会会長を歴任した。
弁護士の傍ら、社会運動に参加し、労働者、農民の立場に立った。1929年（昭和4年）宮城大衆党を結成し、執行委員長に選出される。1931年（昭和6年）宮城県会議員に当選し、2期務める。1937年（昭和12年）第20回衆議院議員総選挙に社会大衆党から立候補し当選する。以後当選回数通算6回。1942年（昭和17年）には仙台弁護士会会長に就任する。
戦後の1945年（昭和20年）日本社会党創設に参加し、社会党顧問、中央執行委員、宮城県連会長に選出され「日本社会党の重鎮」として国政県政に手腕を発揮した。1946年（昭和21年）第22回衆議院議員総選挙後、衆議院に設置された憲法改正特別委員会の委員長代理に就任し、日本国憲法制定に尽力した。その直後、東亜聯盟に所属していたことを理由に公職追放となる。
追放解除後の1953年（昭和28年）日本弁護士連合会（日弁連）副会長に就任する。弁護士活動は55年の長きに及び、日弁連人権委員、東北弁護士会連合会会長などを歴任し人権擁護の分野で努力した。この他、日中友好協会宮城県連合会長などを務め、日中友好にも努めた。
歌人石川啄木に傾倒し、自らの歌も残している。
1974年（昭和44年）菊地養之輔歌碑建設委員会（発起人一力次郎、菅野廉、島野武、新明正道、西宮弘、三春重雄、他）により、西公園 (仙台市)（宮城県仙台市青葉区桜ヶ岡公園こけし塔北）に歌碑が建てられた。
「新しき　世界のために　靴の紐　結ぶしもべと　我をならしめ」
刻まれた歌は1928年（昭和3年）の三・一五事件、1929年（昭和4年）の四・一六事件とたび重なる大弾圧を受けた後、組織再建に強く立上がる決意を示したものである。
1967年（昭和42年）岩沼町（当時）名誉町民、勲二等瑞宝章を受章。
1977年（昭和52年）仙台市名誉市民に推戴される。
1983年（昭和58年）1月5日死去。93歳。正四位に叙される。

## 栄典
- 勲二等瑞宝章 - 1967年（昭和42年）
- 岩沼町名誉町民 - 1967年（昭和42年）
- 仙台市名誉市民 - 1977年（昭和52年）
- 正四位 - 1983年（昭和58年）